# 飯井站
飯井站（日语：／ Ii eki */?）是位於山口縣萩市大字三見字前水無，西日本旅客鐵道（JR西日本）的山陰本線車站。

## 歷史
此站由當地出身的山口縣議會議員（當時）河村定一（眾議院議員河村建夫之父）提出設置此站。
- 1964年（昭和39年）1月21日 - 日本國有鐵道山陰本線三見站至長門三隅站之間開設此站。為旅客車站。
  - 當時車站地址為山口縣萩市大字三見字前水無。
- 1987年（昭和62年）4月1日 - 伴隨國鐵分割民營化，車站由西日本旅客鐵道（JR西日本）營運。
- 2005年（平成17年）3月6日 - 隨著萩市（第二次）成立，車站地址為現時位置。
- 2013年（平成25年）7月28日 - 發生暴雨（日语：平成25年7月28日の島根県と山口県の大雨），包含此站在內，益田站至長門市站之間暫停服務。（包含此站在內，奈古站至長門市站之間在同年8月4日重開。）

## 車站構造
車站是一座地面車站，設有1面1線的單式月台，長門市方向的列車會開啟右邊車門。車站大樓內只有候車室，共設於月台上。
車站由長門鐵道部管理的無人車站。
車站建設在斜坡上。車站入口至月台之間設有長斜道。

## 站名
當地以「世界上羅馬拼音最短站名」為此站宣傳，不過在日本尚有其他羅馬拼音為兩個字母的車站，例如粟生車站（Ao）、小江車站（Oe）及穎娃車站（Ei）。此站羅馬拼音「Ii」以比例字体表示時，字寬最短。山陰本線觀光列車在經過本站時，車上仍以「世界最短站名」介紹這座車站。

## 使用狀況
此站的乘客多為上學客，並乘車往萩方向。以下為近年1日平均乘車人次列表：
| 乘車人次變化 | 乘車人次變化    |
| 年度         | 1日平均乘車人次 |
| ------------ | --------------- |
| 1999         | 77              |
| 2000         | 31              |
| 2001         | 29              |
| 2002         | 23              |
| 2003         | 18              |
| 2004         | 17              |
| 2005         | 24              |
| 2006         | 20              |
| 2007         | 16              |
| 2008         | 12              |
| 2009         | 11              |
| 2010         | 12              |
| 2011         | 10              |
| 2012         | 10              |
| 2013         | 11              |
| 2014         | 10              |
| 2015         | 10              |
| 2016         | 9               |
| 2017         | 8               |
| 2018         | 8               |

## 車站周邊
車站位於「飯井」的村落，為一個小漁港，在月台上可看見漁港與日本海。
車站靠近萩市和長門市邊界，以水無浴（河流）為邊界。村落座落在水無浴兩岸（萩市三見飯井、長門市三隅中飯井），在萩市一方的村落較大。
車站附近設有山口眙道64號萩三隅線，該道路離開村落後路面較窄，村落內沒有巴士行走。因此村落唯一公共交通為山陰本線。

## 相鄰車站
西日本旅客鐵道
■山陰本線
三見－飯井－長門三隅

## 注腳
1. ↑  鉄道ファン 2020年10月号 p.157。元記事は2020年7月付朝日新聞の記事より。
2. ↑  山口縣統計年鑑

## 外部連結
- 飯井｜車站資訊：JR出門網 - 西日本旅客鐵道